# Thomas Rompf
Thomas Rompf (* 16. September 1969 in Herborn) ist ein deutscher Rechtswissenschaftler und Vertragsarztrechtler. Rompf ist Justiziar der Kassenärztliche Bundesvereinigung und stellvertretender Vorsitzender der deutschen Gesellschaft für Kassenarztrecht.  Er studierte Rechtswissenschaften an der Universität Passau und promovierte ebenda mit einer Arbeit über die Rechtsbeziehung im Vertragsarztrecht im Hinblick auf einen sozialversicherungsrechtlichen Regress wegen eines Behandlungsfehlers des Vertragsarztes. Seit 2009 ist Rompf bei der Kassenärztlichen Bundesvereinigung tätig. Rompf ist Mitherausgeber und Mitverfasser des ersten Kommentars und Standardwerks zur Kommentierung des Bundesmantelvertrag-Ärzte (BMV-Ä). Er lebt und arbeitet in Berlin.